# Mitch Richeson
Mitch Richeson (23 de julio de 1983) es un deportista estadounidense que compitió en saltos de trampolín. Ganó una medalla de oro en los Juegos Panamericanos de 2007, en la prueba sincronizada.

## Palmarés internacional
| Juegos Panamericanos | Juegos Panamericanos    | Juegos Panamericanos | Juegos Panamericanos |
| Año                  | Lugar                   | Medalla              | Prueba               |
| -------------------- | ----------------------- | -------------------- | -------------------- |
| 2007                 | Río de Janeiro (Brasil) | Medalla de oro       | Trampolín 3 m sincro |